# ام‌وی سنت سسیلیا
ام‌وی سنت سسیلیا (به انگلیسی: MV St Cecilia) یک کشتی است که طول آن ۷۷٫۰۵ متر (۲۵۲٫۸ فوت) می‌باشد.